# Богиня (фильм, 1958)
«Богиня» (англ. The Goddess) — американский драматический фильм 1958 года режиссёра Джона Кромвеля.
Фильм номинировался на кинопремию «Оскар» (1959) в категории «Лучший оригинальный сценарий», для сценариста Пэдди Чаефски фильм стал возвращением в кино после занесения его в «Чёрный список Голливуда».

## Сюжет
История одинокой девушки, которая становится секс-символом и кинозвездой, обожаемой миллионами, но несчастна в своей личной жизни.
Согласно «Turner Classic Movies»: «некоторые критики предположили, что „Богиня“ была основана на карьере Авы Гарднер, но большинство считают, что её основной моделью была Мэрилин Монро, которая училась в студии актёров в то же время, что и Стэнли» (исполнительница главной роли в фильме).

## В ролях
- Ким Стэнли — Эмили Энн Фолкнер/Рита Шон
- Ллойд Бриджес — Сеймур
- Стивен Хилл — Джон Тауэр
- Берт Фрид — Лестер Брэкман
- Джеральд Хайкен — Джордж
- Элизабет Уилсон — Хардинг
- Джоан Коупленд — Элис Мари
- Джойс Ван Паттен — Хиллари
- Джоанна Линвилл — Джоанна
- Дональд Макки — Р. М. Лукас
- Джон Лоуренс — солдат
- Курт Конвей — писатель
- Бетти Лу Холланд — миссис Лорен Фолкнер
- Берт Бринкерхофф — мальчик
- Патти Дьюк — Эмили Энн Фолкнер в детстве

## Критика
Кинокритик Босли Кроутер из «Нью-Йорк Таймс» назвал фильм «потрясающим, по-настоящему мощным фильмом, в котором многие персонажи нащупывают удовлетворение, которое, похоже, не могут найти», по его мнению сценарист Чаефски «вдумчиво изучил свой предмет, поскольку переплетение человеческих контактов и эмоциональных отношений ясно и обоснованно. Более того, он передал их в прекрасно написанных сценах и диалогах».
В книге «Бессмертная Мэрилин» Де Джон Вито и Фрэнк Тропеа похвалили творчество Чаефски как «мастерское» и написали, что актриса Ким Стэнли «сделала всё возможное, идеально поразив каждую ноту сложных лирических арий Чаефски».